# 国际足联公平竞赛曲
国际足联公平竞赛曲（英文：FIFA Anthem、Fifa Hymne）是在举行由国际足球联合会组织的足球比赛或锦标赛（比如国际友谊赛、世界杯足球赛、女子世界杯足球赛、世界青年足球锦标赛）中裁判員、运动员入场时播放的音乐。一些国家的国内联赛（如中国足球超级联赛）也会在运动员入场时播放该音乐。
这首曲子的作者是德国作曲家弗兰茨·兰伯特（Franz Lambert），编曲为罗伯·梅（Rob May）和西蒙·希尔（Simon Hill）。
但国际足联赛事上仍有不播放《国际足联公平竞赛曲》的情况，如2002年世界杯的入场音乐为《足球圣歌》。2018年世界杯开始，国际足联赛事的入场音乐逐渐替换为汉斯·季默和罗恩·巴尔夫共同创作的《Living Football》。